# 알랄코메네우스

알랄코메네우스(그리스어: Αλαλκομενές, Alalkomenes)는 보이오티아 지방의 옛 도시이다. 도시 이름은 보이보티아 지역의 영웅 알랄코메네우스에서 따왔다.
알랄코메네우스에는 아테나의 신전이 있으며, 지역 전설에 따르면 아테나가 태어난 곳이라고도 한다.
현재 도시가 있던 곳에는 같은 이름을 가진 작은 마을이 있다.

## 같이 보기
- 아테나